# Strom-Spannungs-Kennlinie

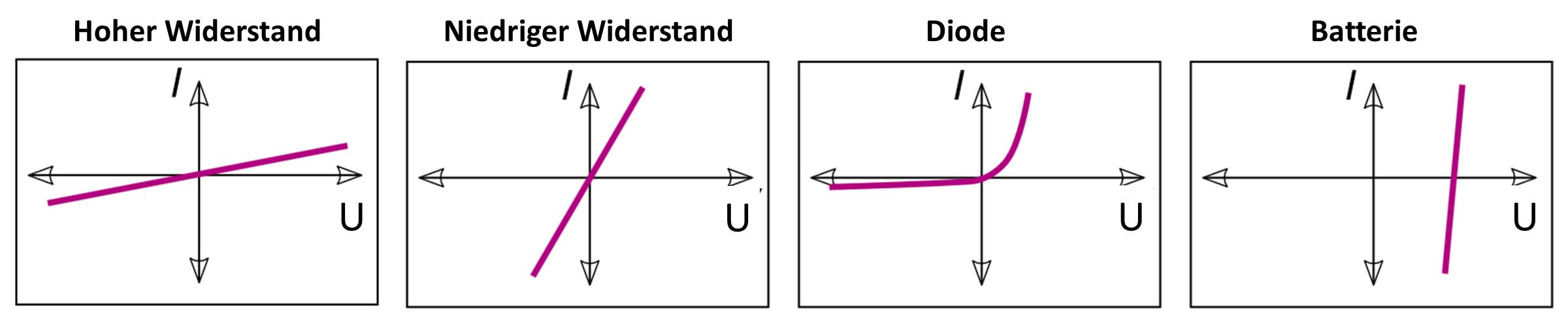
Strom-Spannungs-Kennlinien von vier Bauelementen

Die Strom-Spannungs-Kennlinie (auch I-U-Charakteristik, Strom-Spannungs-Kurve oder auch U-I-Diagramm genannt) beschreibt bei zweipoligen elektrischen Bauelementen wie Widerstand, Solarzelle, Akkumulatoren und Dioden den Zusammenhang zwischen elektrischem Strom und Spannung.
Bei Ionenkanälen beschreibt die Strom-Spannungs-Kurve den Zusammenhang zwischen Membranpotential (oder Haltepotential) und Strom durch die Membran (bei Ganzzellableitungen) bzw. den Ionenkanal (bei Einzelkanalmessungen), siehe Patch-Clamp.

## Grundlagen

Nichtlineare Kennlinie einer Solarzelle

Gemäß dem Thévenin-Theorem kann jedes System aus Spannungsquellen und (komplexen) Widerständen als zweipoliges elektrisches Bauelement modelliert werden. Daher ist es auch möglich, Strom-Spannungs-Kennlinien komplexerer Baugruppen aufzuzeichnen.
Im einfachsten Fall verläuft die Kennlinie linear, insbesondere wenn der Innenwiderstand des Elementes ein ohmscher Widerstand ist. Dies ist beispielsweise bei der Reihenschaltung einer idealen Spannungsquelle mit einem Widerstand der Fall.
Bei Halbleitern wie der idealen Diode ist jedoch eine gekrümmte, nichtlineare Kennlinie erwünscht. Auch nicht ideale Spannungsquellen verhalten sich in unterschiedlichem Ausmaß nichtlinear.
Werden die Geraden {\displaystyle U=0} und {\displaystyle I=0} der Kennlinie nur einmal geschnitten, spricht man bei {\displaystyle I=0} von Leerlaufspannung, bei {\displaystyle U=0} vom Kurzschlussstrom.

## Messverfahren
Grundsätzlich kann dieselbe Kennlinie auf zwei Arten ermittelt werden:
1. Im potentiostatischen Fall wird zu einem Zeitpunkt {\displaystyle t_{0}} eine Anfangsspannung {\displaystyle U_{1}} an die Elektroden angelegt. Die angelegte Spannung wird dann schrittweise bis zum Erreichen der Endspannung {\displaystyle U_{2}} erhöht.
2. Im galvanostatischen Fall wird ein Strom {\displaystyle I_{1}} angeregt, der dann schrittweise erhöht wird, bis der Endstrom {\displaystyle I_{2}} erreicht ist.

Anwendung finden diese Messverfahren unter anderem in der analogen Signaturanalyse, einem Testverfahren aus der Elektronikfertigung und Reparatur.